# Incidente Amakasu

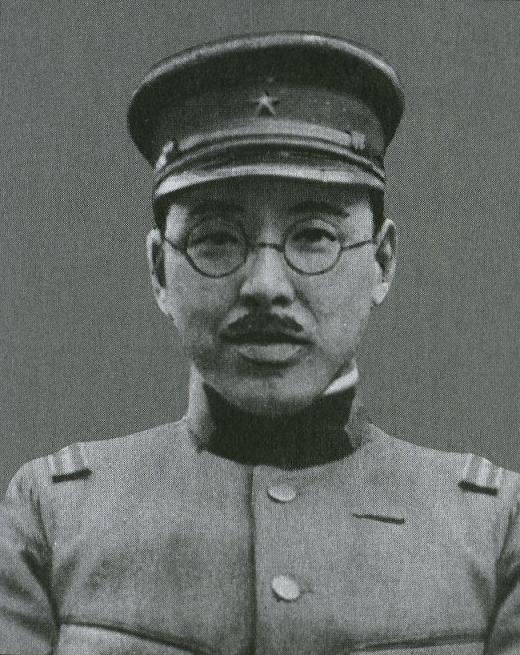
Imagem de Masahiko Amakasu, o oficial responsável pelos três assassinatos.

Incidente Amakasu foi o assassinato de Ōsugi Sakae, sua amante Itô Noe (dois importantes anarquistas japoneses) e o sobrinho dela, por forças militares japonesas em 1923.
Em 16 de setembro de 1923, em meio ao caos que se seguiu ao Grande terremoto Kantõ, temendo que anarquistas pudessem conseguir algum tipo de vantagem diante do desastre e da falta de assistência governamental, um esquadrão de polícia militar liderado pelo oficial Masahiko Amakasu aprisionaram Ōsugi Sakae, Noe Ito, e o sobrinho de seis anos de Sakae. Em seguida os três foram brutalmente espancados até à morte no que constituiu uma execução sumária, e seus corpos foram atirados dentro de um poço.

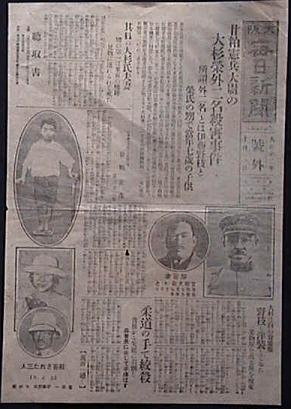
Página do jornal japonês anarquista Mainichi Shimbun, sobre o assassinato de Noe Ito e Ōsugi Sakae.

A matança de anarquistas tão conhecidos juntamente com uma criança tão nova espalhou surpresa e revolta pelo Japão tornando-se um marco da brutalidade do governo japonês, e da história do anarquismo naquele país.
O filme de 1970 Eros Plus Massacre retrata este incidente.